# Caenoplanini
Caenoplanini ist eine Tribus der Landplanarien in der Unterfamilie Rhynchodeminae, der in Australien und Ozeanien verbreitet ist. Vor einer Neuordnung des Taxons bei einer Revision wurde der Tribus als Unterfamilie Caenoplaninae geführt.

## Merkmale
Zur Tribus Caenoplanini gehören Landplanarien mit vielen Augen entlang des Körpers, die sich nicht rückenseitig verteilen. Individuen des Tribus haben bauchseitig liegende Testikel und eine dicke Schicht mit Längsmuskulatur.

## Systematik
Auf Grundlage morphologischer Erkenntnisse sind Arten in der Tribus eingeteilt, die zuvor systematisch als Unterfamilie Caenoplaninae und Schwesterntaxon der Unterfamilie Geoplaninae angesehen wurden. Die Zusammengehörigkeiten der beiden Gruppen lag in der Anwesenheit von Augen entlang des Körpers und sie unterschieden sich hinsichtlich der Lage der Testikel, bei Geoplaninae bauchseitig und bei Ceanoplaninae rückenseitig.
Molekulargenetische Untersuchungen zeigten jedoch, dass Caenoplaninae nah mit der Unterfamilie Rhynchodeminae verwandt sind. Aus diesem Grund wurden die früheren Unterfamilien Caenoplaninae und Rhynchodeminae als die Triben Rhynchodemini und Caenoplanini innerhalb der Unterfamilie Rhynchodeminae eingeordnet wurden. Diese Einordnung wurde durch molekulare Phylogenie-Analyse gestützt, obwohl keine Synapomorphien bekannt sind.

## Gattungen
Zur Tribus Caenoplanini werden die folgenden Gattungen gezählt:
- Arthurdendyus Jones, 1999
- Artioposthia von Graff, 1896
- Australopacifica Ogren & Kawakatsu, 1991
- Australoplana Winsor, 1991
- Caenoplana Moseley, 1877
- Coleocephalus Fyfe, 1953
- Endeavouria Ogren & Kawakatsu, 1991
- Fletchamia Winsor, 1991
- Kontikia C. G. Froehlich, 1955
- Lenkunya Winsor, 1991
- Newzealandia Ogren & Kawakatsu, 1991
- Pimea Winsor, 1991
- Reomkago Winsor, 1991
- Tasmanoplana Winsor, 1991
- Timyma E. M. Froehlich, 1978

## Etymologie
Der Tribusname ist eine Kombination aus dem altgriechischen Wort καινός (kainós, dt. neu) und dem lateinischen Wort planus (dt. flach).